# دیدگاه‌ها درباره برنامه هسته‌ای ایران

سازمان انرژی اتمی ایران

دیدگاه‌های متفاوتی دربارهٔ برنامه هسته‌ای ایران وجود دارد. برنامه هسته‌ای ایران بسیار بحث‌برانگیز است. پنج سیاست ممکن است در مورد برنامه هسته‌ای ایران وجود داشته باشد: ۱. اقتصادی عمدتاً نیازهای انرژی؛ ۲. هویت سیاسی، ۳. غرور و اعتبار؛ ۴. بازدارندگی از مداخله خارجی؛ برای افزایش نفوذ در منطقه؛ و ۵. مقابله با بحران مشروعیت ایران (جمهوری اسلامی) می‌باشد.